# Steinberg (Niederbayern)
Der Steinberg ist eine 829,8 m ü. NHN hohe, bewaldete Erhebung im südlichen Bayerischen Wald zwischen den Ortschaften Büchlberg, Waldkirchen und Hauzenberg. Über den Gipfel verläuft die Grenze zwischen dem Landkreis Passau und dem Landkreis Freyung-Grafenau.

## Aussichtsturm und Gaststätte
Am höchsten Punkt des Steinberges, der über eine asphaltierte, öffentliche Straße erreichbar ist, befindet sich eine Berggaststätte und der Aussichtsturm Oberlichtenau, der ein umfassendes Panorama ermöglicht. Bei Föhneinfluss reicht die Sicht bis zur Kette der Alpen vom Toten Gebirge bis zum Kaisergebirge. Der Steinberg ist ein beliebtes Ausflugsziel auf den einige Wanderwege aus den umliegenden Dörfern führen.